# Hawker Siddeley P.1127
Хоукер P.1127 (англ. Hawker P.1127) и Hawker Siddeley Kestrel FGA.1 — экспериментальные самолёты и самолёты-прототипы, предшествовавшие появлению истребителя-бомбардировщика Хоукер Сиддли Харриер (англ. Hawker Siddeley Harrier), первого в мире серийного самолёта с вертикальным взлетом и посадкой. Проектирование было начато в 1957 году. За основу был взят двигатель Pegasus с изменяемым направлением вектора тяги. Испытания прототипа начались в июле 1960 года. Программа испытаний также предусматривала изучение возможности использования самолётов с авианосцев, для чего в 1963 году проводились тесты на авианосце HMS Ark Royal.

## Разработка самолёта
В 1957 году фирма Bristol Engine Company, производившая авиационные двигатели, разработала силовую установку, позволявшую изменять направление вектора тяги. Она представляла собой турбовентиляторный двигатель, снабжённый коленообразными соплами, установленными по бокам агрегата и поворачивавшимися на 90 градусов вниз. Новым двигателем, в дальнейшем получившим обозначение Pegasus, заинтересовалась компания Hawker Siddeley, которая взяла его за основу разработки лёгкого многоцелевого самолёта с вертикальным взлётом и посадкой в соответствии с требованиями НАТО — руководство организации проводило общеевропейский конкурс на создание двух типов самолётов: 1) среднего турбовинтового или турбовентилляторного военно-транспортного самолёта вертикального или укороченного взлёта и посадки, — различными западноевропейскими авиастроительными компаниями было предложено 25 проектов, в финал вышло пять; 2) реактивного разведывательно-ударного истребителя-бомбардировщика В/УВП, — было предложено 11 проектов, в финал вышли два СВВП, французский двухдвигательный Balzac V 001 и британский однодвигательный P.1127.

## Испытания
Первый прототип P.1127 с серийным номером XP831 был готов для статических испытаний в июле 1960 года. 21 октября 1960 года был совершён первый парящий полёт на новом самолёте. В ходе первых испытаний самолёт был привязан к земле при помощи системы тросов. Первый свободный парящий полёт был совершён 19 ноября 1960 года, а 13 марта 1961 года самолёт совершил свой первый горизонтальный полёт. Второй прототип поднялся в воздух 7 июля 1961 года.
Всего было произведено шесть прототипов P.1127, использовавших разные двигатели и имевших некоторые конструктивные различия. Так, например, последний шестой прототип P.1127 с серийным номером XP984 имел стреловидное крыло и на нём был установлен новый более мощный двигатель Pegasus 5.
Первые три прототипа P.1127 участвовали в различных авариях. Второй и третий самолёты — во время испытаний, а первый прототип с номером XP831 потерпел аварию во время Парижского авиасалона в 1963 году, но в дальнейшем был полностью восстановлен и продолжил полёты. В авариях ни один пилот не пострадал.
В феврале 1963 года Армия США заказала три опытных прототипа P.1127 для испытаний в рамках совместной американо-британской программы военно-технического сотрудничества.